# Leucosticte
Genre
Le genre Leucosticte regroupe des passereaux appartenant à la famille des fringillidés et à la sous-famille des Carduelinae.

## Liste des espèces
D'après la classification de référence du Congrès ornithologique international (ordre phylogénique) :
- Roselin de Hodgson — Leucosticte nemoricola (Hodgson, 1836)
- Roselin de Brandt — Leucosticte brandti Bonaparte, 1850
- Roselin brun — Leucosticte arctoa (Pallas, 1811)
- Roselin à tête grise ou Roselin à couronne grise — Leucosticte tephrocotis (Swainson, 1832)
- Roselin noir — Leucosticte atrata Ridgway, 1874
- Roselin à tête brune — Leucosticte australis Ridgway, 1874